# Oedothorax vilis
Oedothorax vilis är en spindelart som först beskrevs av Kulczynski 1885.  Oedothorax vilis ingår i släktet Oedothorax och familjen täckvävarspindlar. Inga underarter finns listade i Catalogue of Life.